# Jürgen Pinter

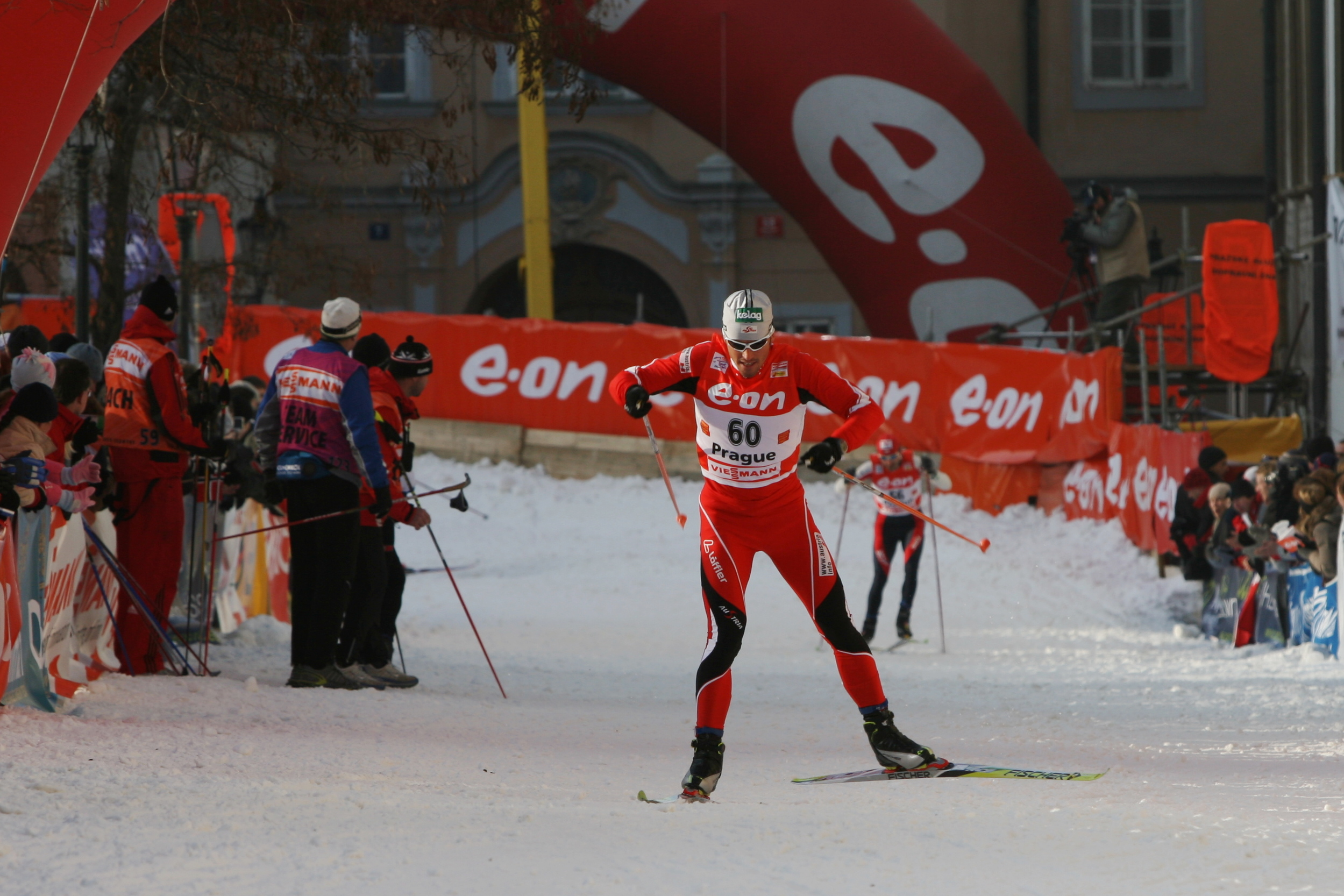
Jürgen Pinter, Tour de Ski, Prag 2007

Jürgen Pinter (* 30. März 1979 in Villach, Kärnten) ist ein ehemaliger österreichischer Skilangläufer.

## Leben
Der geborene Villacher lebt derzeit in Latschach. Sein aktueller Beruf ist Zeitsoldat beim österreichischen Bundesheer. Jürgen Pinter ist im ÖSV-Kader seit 1998. Er ist der Bruder von Österreichs Biathlet Friedrich Pinter. Pinters Ski ist Atomic, der Verein ist Union Rosenbach. Er hat neben Fritz noch zwei weitere Geschwister, die ebenfalls mit einer Biathlon oder Langlauf-Karriere spekulieren.
Im April 2007 wurden Pinter, seine Langlaufkollegen Johannes Eder, Martin Tauber und Roland Diethart sowie zwei österreichische Biathleten vom Internationalen Olympischen Komitee (IOC) auf Lebenszeit von Olympischen Spielen ausgeschlossen. Alle galten nach Auffassung des IOC als überführt, gemeinschaftlich Dopingmittel genutzt zu haben. Begründung für die harte Strafe: „Diese Fälle gehen weiter als einfacher Besitz verbotener Substanzen und Methoden, und sind klare Beispielfälle, in denen ein Netzwerk, Athleten inbegriffen, gemeinsame Sache machte um Blut zu manipulieren und Dopingpraktiken auszuüben.“. Ihre Ergebnisse von Turin wurden gestrichen. In der Berufung vor dem CAS wurden die Sperren für Pinter, Eder und Tauber am 4. Jänner 2008 bestätigt. Dietharts Ausschluss wurde bis einschließlich der Olympischen Spiele 2010 verkürzt.

## Erfolge
- Teilnahme an den Olympischen Spielen 2006 in Turin
- 7-facher österreichischer Staatsmeister
- Junioreneuropameister 1999
- Ein Sieg im Europacup